# Hervormde Kerk Nijkerkerveen

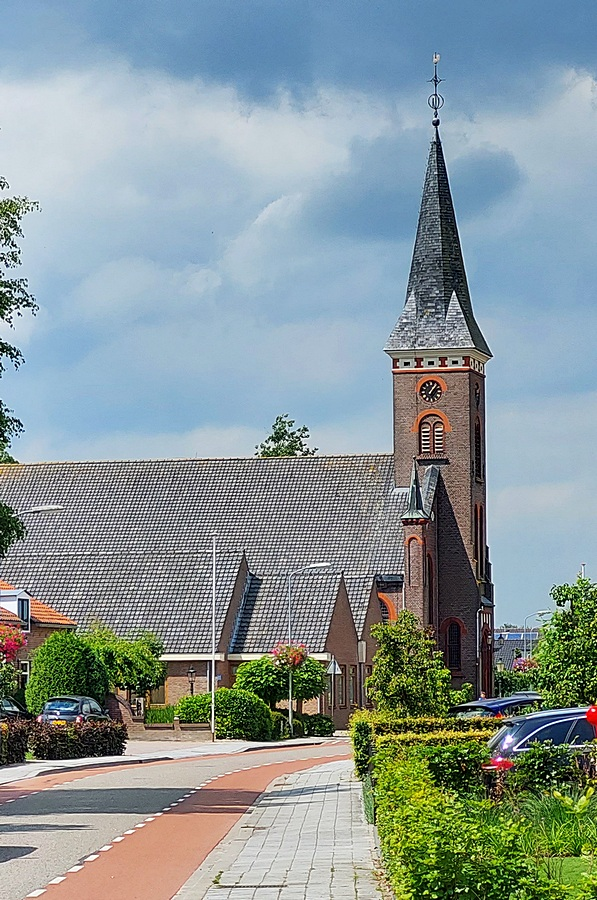
De Hervormde Kerk of Grote Kerk te Nijkerkerveen.

De Hervormde Kerk te Nijkerkerveen, soms ook Grote Kerk genoemd, is een kerkgebouw uit 1908 aan de Nieuwe Kerkstraat in het Gelderse dorp Nijkerkerveen (gemeente Nijkerk). De kerk werd gebouwd uit een legaat van Aalbert van Dijkhuizen uit de stad Nijkerk.

## Voorgeschiedenis
Rond 1900 was Nijkerkerveen een buurtschap waar boeren en arbeiders woonden. Zij leefden veelal in armoede en behoorden tot de Hervormde Kerk in Nijkerk. In oktober 1894 stuurden 34 bewoners van Nijkerkerveen een smeekbrief naar de kerkenraad van Nijkerk, met het verzoek godsdienstoefeningen en catechisaties te organiseren in de school in "het Veen". Dit kreeg gestalte in 1901, toen gestart werd met de catechisaties en ziekenbezoek. Ook werd er sinds 1896 elke zondagmiddag een kerkdienst gehouden in de Christelijke School. In 1906 kwam er ook zicht op een eigen kerkgebouw, toen Willem Blokhuis een legaat naliet ten behoeve van de bouw van een kerk in Nijkerkerveen. Zijn zwager Aalbert van Dijkhuizen, die ernstig ziek werd en overleed, deed hetzelfde. Diens kinderen, Aart en Wilhelmina van Dijkhuizen, lieten in 1908 de kerk bouwen zoals hun vader gewenst had. Aalbert van Dijkhuizen had een eenvoudig kerkgebouw voor ogen, zoals in de buurtschap Driedorp-Appel stond.

## Geschiedenis
Op 9 december 1908 werd de kerk in Nijkerkerveen officieel in gebruik genomen, in het bijzijn van de Nijkerkse predikanten ds. P.J. van Melle, ds. P.F. van den Nieuwenhuizen en ds. J.W. Beerekamp, alsook ds. J.J. van Noort uit Amsterdam. In januari 1909 werden de eerste kinderen gedoopt in de kerk. Het eerste huwelijk dat gesloten werd in de Nijkerkerveense kerk was op 24 januari 1912 tussen Evert Landman en Niesje van de Bunt.
In oktober 1940 werd het hekwerk rondom de kerk verwijderd. In 1944 werd een plan opgesteld om de kerk te verbouwen. In 1945 raakte de kerk beschadigd bij de bevrijding: er zat een groot gat in het dak.
In juni 1968 kwam men met plannen de kerk te verbouwen, waarbij de belangrijkste wijziging het verwijderen van een tussenmuur inhield. De kerkruimte werd hiermee vergroot. Hierdoor moest er een nieuwe consistoriekamer komen. Het plafond werd betimmerd en er kwam nieuwe bekleding op de kerkbanken. Er kwamen nieuwe gordijnen en vloerbedekking. In 1980-1981 werd opnieuw het plafond vernieuwd en werd het interieur geschilderd. Ook kwamen er nieuwe psalmborden. Op de gaanderij kwamen banken in plaats van losse stoelen.
In 2008 werden tekstborden gereconstrueerd die ooit aan weerszijden van de preekstoel hingen. Ze vermelden de teksten "Vrees niet, geloof alleenlijk" en "Maranatha Jezus komt".

## Beschrijving

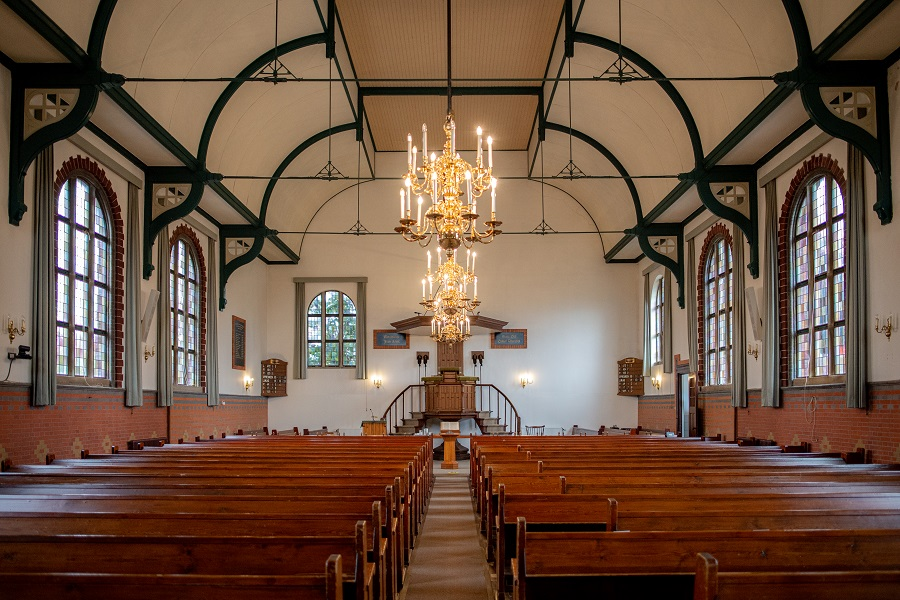
Het interieur in 2021.

### Exterieur
De kerk is gebouwd in neo-gotische stijl. Deze bouwstijl komt veelal voor bij Rooms-Katholieke kerken waarvan er rond 1900 veel gebouwd zijn, maar is minder gebruikelijk bij hervormde kerken. Opvallend zijn de verschillende decoraties van rode bakstenen en de rondboogvensters, die meer doen denken aan de neo-romaanse bouwstijl. Het kerkgebouw telt zes traveeën. De slanke kerktoren steekt half uit de kerk naar voren, heeft een spits die van vierzijdig naar zeszijdig gaat en is zo'n 30 meter hoog. Aan de voorzijde bevinden zich de galmgaten voor de luidklokken, evenals aan beide zijkanten waar zich kleinere galmgaten bevinden. Daarboven zijn op alle zijden wijzerplaten aangebracht. Twee kleine zijtorens sieren de voorgevel. In het oorspronkelijke ontwerp had de kerk aan beide zijkanten portalen bij de deuren. Deze zijn niet gerealiseerd. De architect van het geheel was J. Pothoven.

### Interieur
Aan de binnenzijde van de kerk is nog veel te zien van de oorspronkelijke begin 20e-eeuwse uitstraling. De houten kerkbanken bieden plaats aan 450 personen. Achter in de kerk is een orgelgalerij gesitueerd. Men betreedt de kerk onder deze galerij.
Oorspronkelijk stond er in de kerk een tussenmuur, waarachter de consistoriekamer en een catechisatielokaal gesitueerd waren. Eind jaren 60 is deze muur verwijderd en zijn de preekstoel en kerkenraadsbanken tegen de achterwand geplaatst. Dit is nog te zien aan de asymmetrische raampartijen: één raam bevindt zich in de achterwand links van de preekstoel en een ander raam ligt in lijn met de andere ramen in de zijgevel.

### Luidklokken
Bij de bouw van de kerk werd er één luidklok in de toren gehangen. Deze klok had de toonhoogte Cis2 en woog 225 kilo. Het randschrift was: "'s HEEREN stem roept tot Hem". In de Tweede Wereldoorlog werd de klok gevorderd door de Duitse bezetter. Na de oorlog bleek de klok niet terug te vinden, waarna hij in 1947 werd vervangen door een nieuw exemplaar, eveneens in toonhoogte Cis2. Sinds 2006 was deze klok buiten gebruik wegens een grote barst. In 2008 werd deze gebarsten luidklok vervangen door een nieuwe, in toonhoogte Dis2, met als opschrift: "1908-2008. 's HEEREN stem roep u tot Hem. Audi et alteram partem (Hoor ook altijd de ander). Eeuw uit, eeuw in, tot sieraad en tot eer."
In 1992 was een tweede luidklok toegevoegd, in de lagere toonhoogte B1 en met een gewicht van 320 kilo. Deze klok draagt het randschrift: "Zo menigmael gy hoort deez' held'ren klockeslagh gedenkt aandachtiglyk aan uwen jongsten dagh". Klokkengieterij Eijsbouts leverde deze klok.

### Orgel

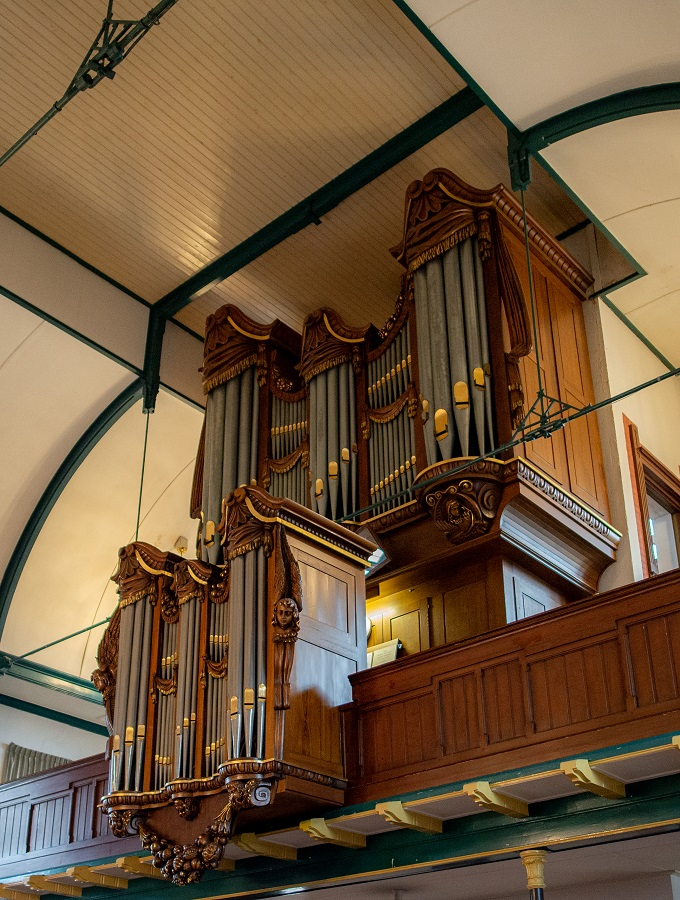
Het Koch-orgel uit 1953, met het oudere rugwerk van circa 1800.

In 1921 schonk de familie Van Dijkhuizen een orgel aan de kerk. Dit orgel vormt het huidige rugwerk, het kleinste gedeelte dat achter de rug van de bespeler gesitueerd is. Het instrument werd gebouwd rond 1800 en werd in 1900 geplaatst in de Gereformeerde Kerk te Ermelo. De firma Koch uit Apeldoorn restaureerde het orgel in 1930.
In 1949 werd er een orgelfonds-commissie opgericht, die als doel had het orgel te verbeteren. Bij de restauratie in 1953 door de firma Koch werd een hoofdwerk toegevoegd, waardoor het orgel een stuk groter werd. Op 3 maart 1954 werd het uitgebreide orgel in gebruik genomen. Hierbij werd het onder meer bespeeld door Hein Bouwman, organist van de Grote Kerk in Nijkerk.
In 1977 intoneerde de firma Leeflang het orgel opnieuw, om het historische pijpwerk uit het rugwerk beter aan te laten sluiten op het nieuwe pijpwerk uit het hoofdwerk.
In de jaren 80 werd het instrument opnieuw gerestaureerd, zowel het binnenwerk als de orgelkas. De kas van het hoofdwerk werd geheel vernieuwd, met behoud van het oude front.
 Er kwam een nieuwe speeltafel en nieuwe mechanieken. De pijpen werden opnieuw geïntoneerd. Voor deze restauratie was de firma Leeflang verantwoordelijk. Op 6 februari 1982 werd het orgel weer in gebruik genomen.
In 2006 restaureerde de firma Reil het orgel. Het werd opnieuw geïntoneerd en de Trompet 8' werd vervangen.

#### Dispositie
Het orgel heeft sinds de uitbreiding in 1953 de volgende dispositie:
| Hoofdwerk          | Rugwerk        | Pedaal     |  |
| ------------------ | -------------- | ---------- |  |
| Prestant 8'        | Holpijp 8'     | Subbas 16' |  |
| Holpijp 8'         | Salicionaal 8' |            |  |
| Octaaf 4'          | Prestant 4'    |            |  |
| Quint 2 2/3'       | Fluit 4'       |            |  |
| Octaaf 2'          | Blokfluit 2'   |            |  |
| Mixtuur III-IV st. | Quint 1 1/3'   |            |  |
| Trompet 8'         | Tremulant      |            |  |

## Hervormde gemeente Nijkerkerveen
Sinds 2 oktober 1911 is de hervormde gemeente van Nijkerkerveen een zelfstandige gemeente. Op 12 november 1911 werd de eerste eigen kerkenraad geïnstalleerd. De gemeente behoort tot de Protestantse Kerk in Nederland (PKN) en rekent zich sinds 1955 tot de modaliteit van de Gereformeerde Bond. De laatste decennia heeft de gemeente te maken met een sterke krimp, door vergrijzing, maar ook door het ontstaan van de PKN en de Hersteld Hervormde Kerk.

## Fotogalerij

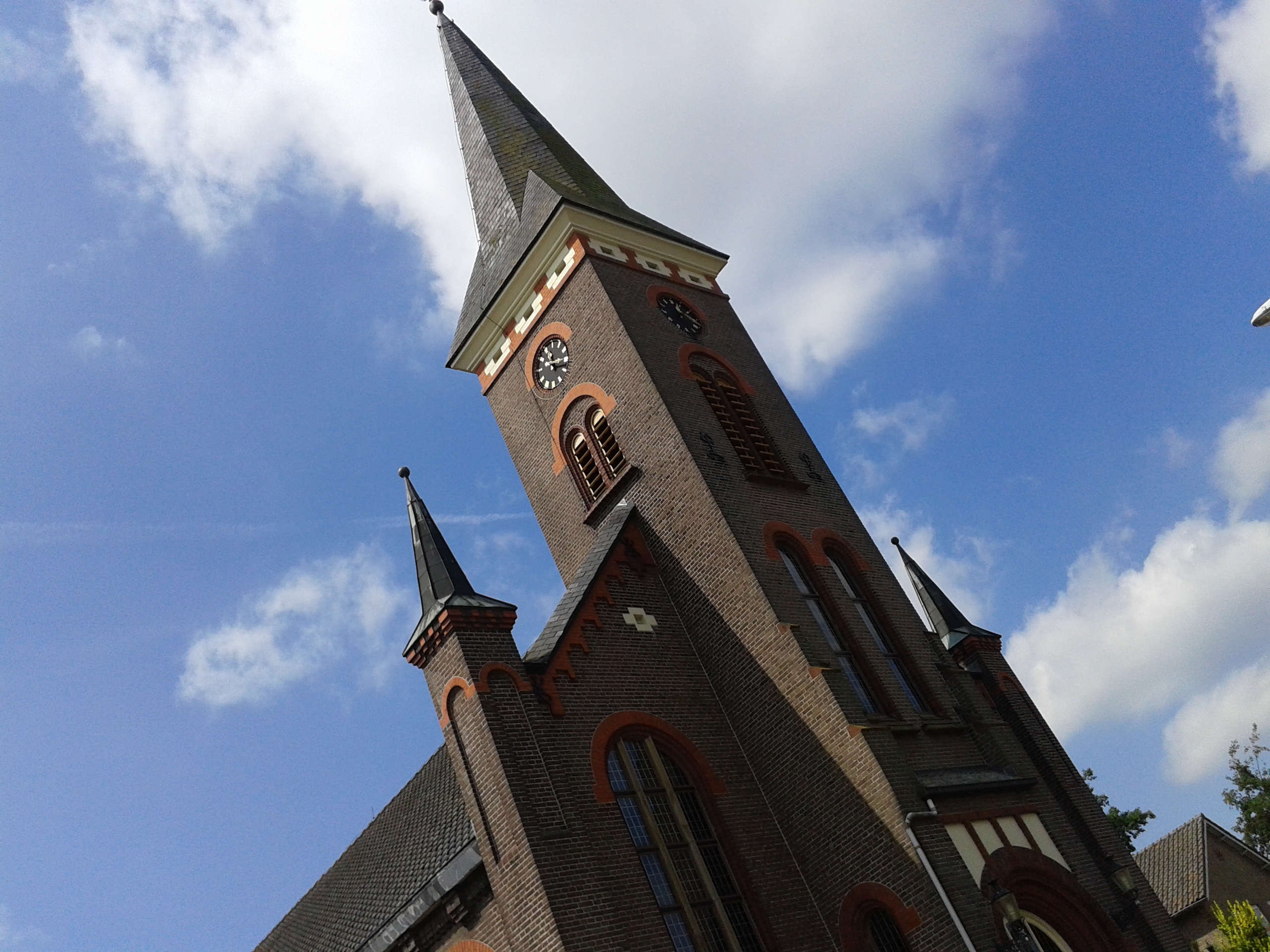
De voorgevel met kerktoren.
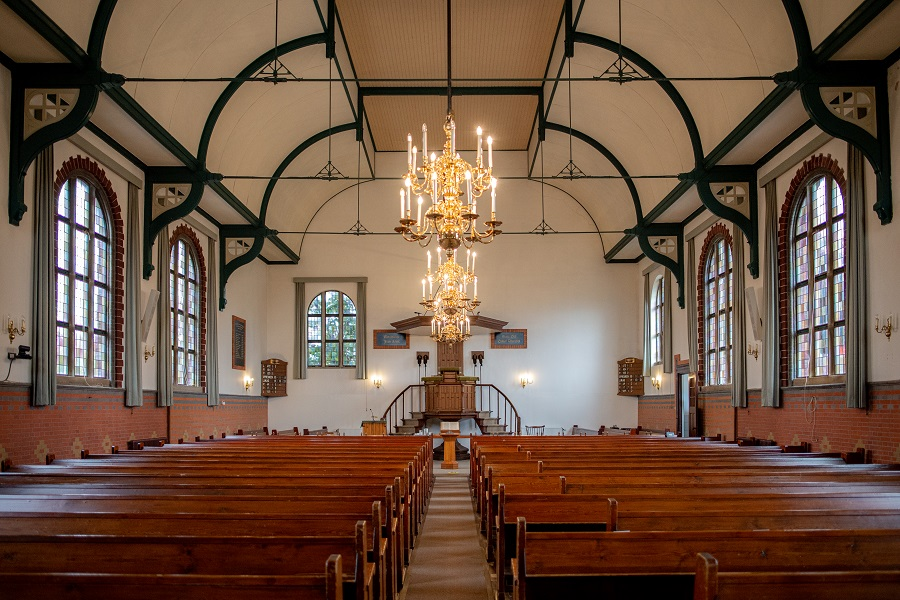
Het interieur gezien richting de preekstoel
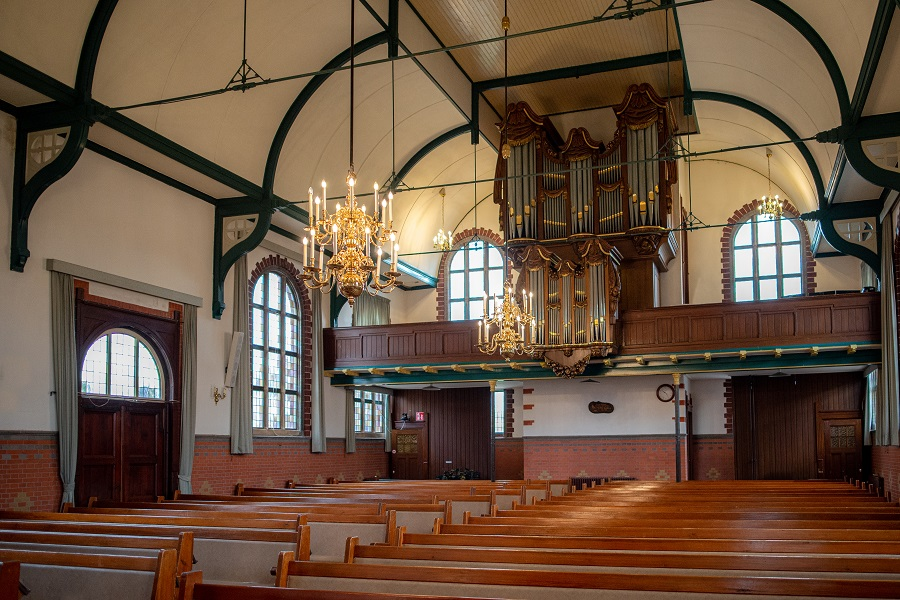
Het interieur gezien richting het orgel.
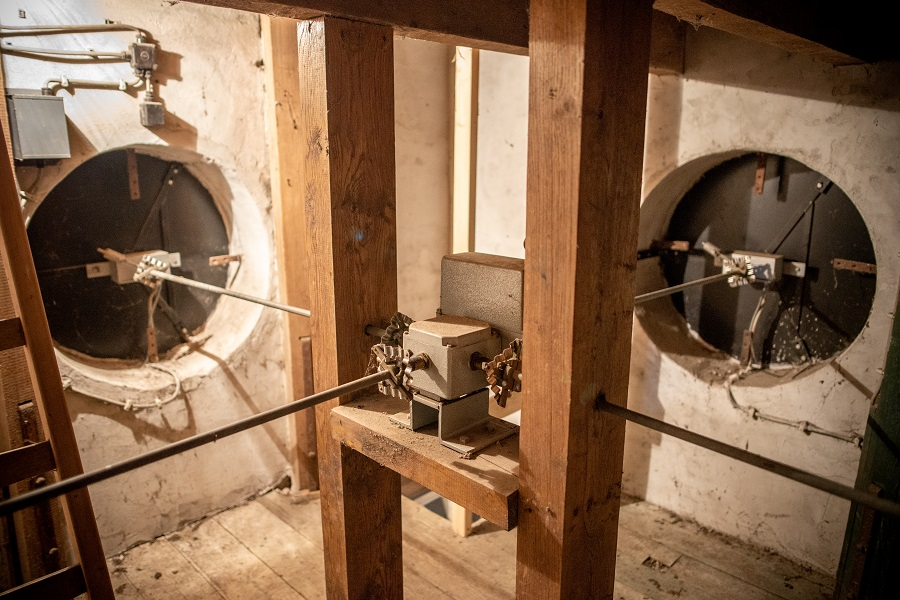
De aandrijving van de wijzerplaten aan de binnenkant van de toren.
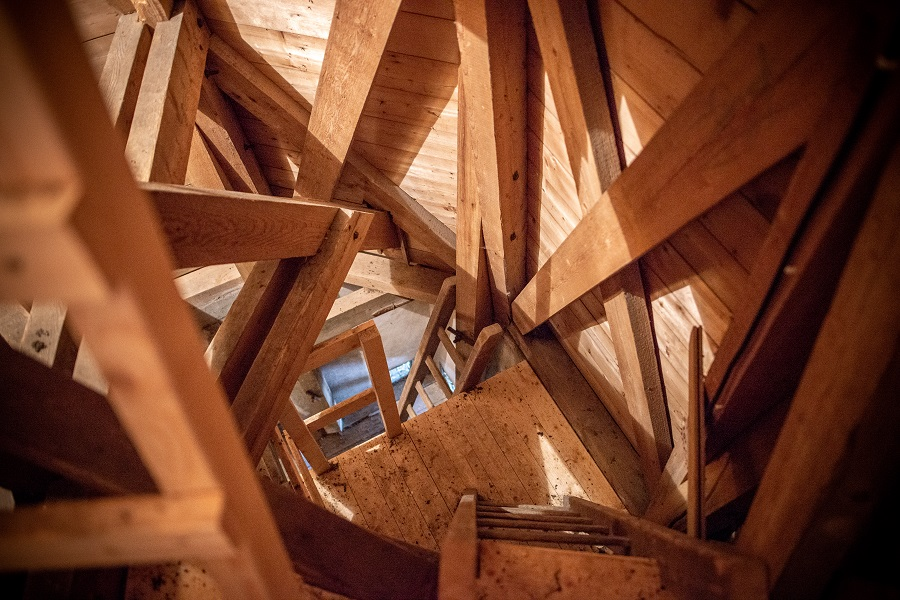
De houten constructie van de torenspits.
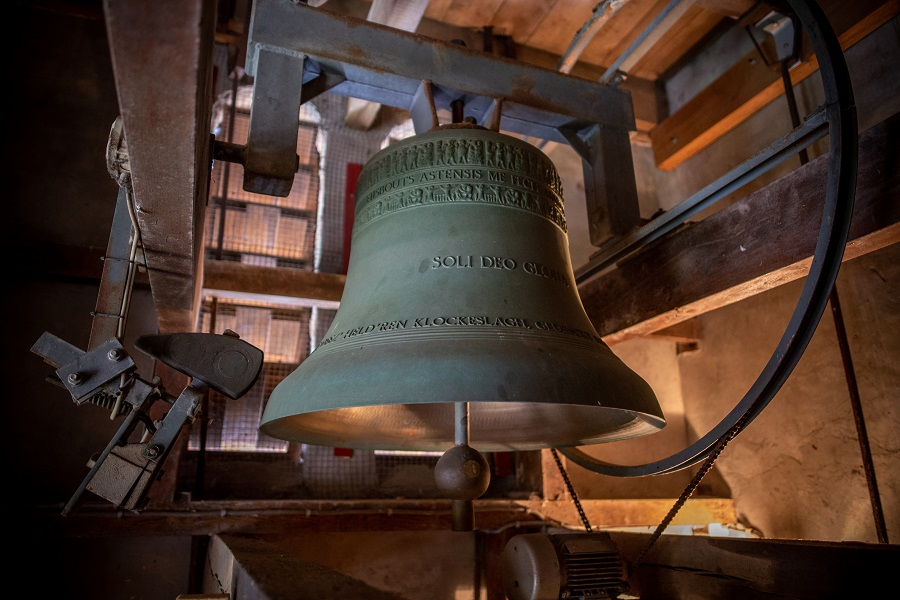
Luidklok uit 1992, gegoten door Eijsbouts, in toonhoogte B1.
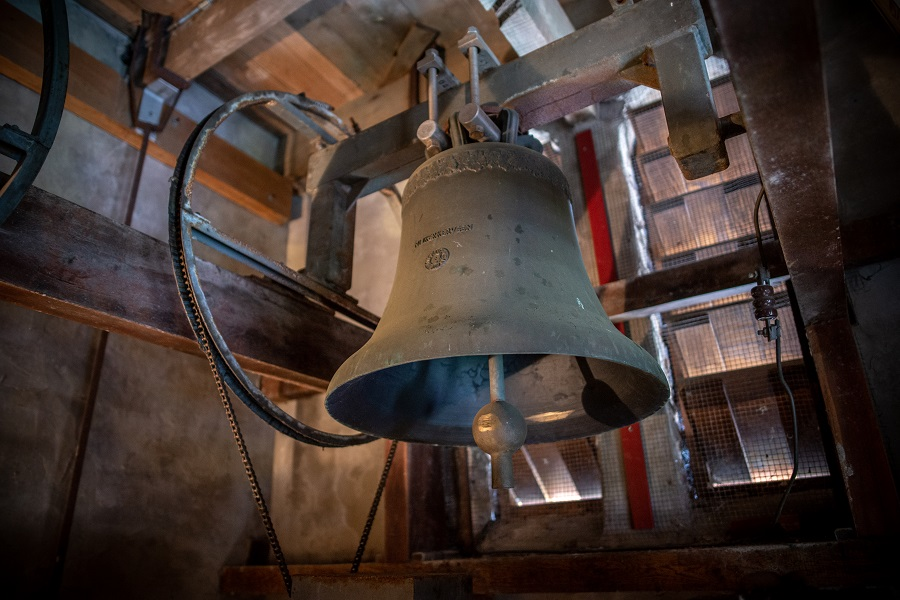
Luidklok uit 2008, gegoten door Perner, in toonhoogte Dis2.